# Карлос Буено
Карлос Буено (ісп. Carlos Bueno, нар. 10 травня 1980, Артигас) — уругвайський футболіст, що грав на позиції нападника, зокрема за «Пеньяроль», а також національну збірну Уругваю.

## Клубна кар'єра
Народився 10 травня 1980 року в Артигасі. Вихованець футбольної школи клубу «Пеньяроль». Дорослу футбольну кар'єру розпочав 1999 року в основній команді того ж клубу, в якій провів шість сезонів, взявши участь у 135 матчах чемпіонату.  Більшість часу, проведеного у складі «Пеньяроля», був основним гравцем атакувальної ланки команди і одним з її головних бомбардирів, маючи середню результативність на рівні 0,54 гола за гру першості. У 1999 і 2003 роках ставав чемпіоном Уругваю.
У липні 2005 року результативний гравець уклав контракт із французьким «Парі Сен-Жермен». У паризькій команді не зумів себе зарекомендувати і, провівши за сезон лише 12 матчів Ліги 1, влітку 2006 року на правах оренди перебрався до лісабонського «Спортінга».
В Португалії продемонструвати необхідний рівень гри також не вдалося і 2007 року гравець повернувся до Південної Америки, спочатку до аргентинського «Бока Хуніорс», а ще за рік до рідного «Пеньяроля». У рідній команді знову почав демонструвати високу результативність, після чого 2009 року був знову запрошений до Європи, де протягом сезону грав за іспанський друголіговий «Реал Сосьєдад».
2010 року повернувся на рідний континент, приєднавшись до чилійського «Універсідад де Чилі». Протягом наступного десятиріччя встиг пограти у Мексиці за «Керетаро», в Аргентині за «Сан-Лоренсо», «Бельграно», «Сан-Мартін» (Сан-Хуан), «Сарм'єнто» та «Архентінос Хуніорс», за чилійський «Універсідад Католіка», на батьківщині за «Ліверпуль» (Монтевідео), а також в Сальвадорі за «Санта-Теклу».
Завершив ігрову кар'єру на батьківщині в команді «Серро-Ларго», за яку виступав протягом 2018—2020 років.

## Виступи за збірну
2003 року дебютував в офіційних матчах у складі національної збірної Уругваю. У її складі був учасником розіграшу Кубка Америки 2004 року у Перу, де команда здобула бронзові нагороди, а Буено став її найкращим бомбардиром із трьома забитими голами.
Загалом протягом кар'єри в національній команді, яка тривала 6 років, провів у її формі 27 матчів, забивши 16 голів.

## Титули і досягнення
- Чемпіон Уругваю (2):

«Пеньяроль»: 1999, 2003
- Володар Кубка Франції (1):

«Парі Сен-Жермен»: 2005-2006
- Володар Кубка Португалії (1):

«Спортінг»: 2006-2007
- Чемпіон Аргентини (1):

«Бока Хуніорс»: Апертура 2008
- Володар Кубка Лібертадорес (1):

«Бока Хуніорс»: 2007
- Переможець Рекопи Південної Америки (1):

«Бока Хуніорс»: 2008